# 미나미하뉴역
미나미하뉴역(일본어: 南羽生駅)은 일본 사이타마현 하뉴시에 있는 역이다. 역 번호는 TI 06이다.

## 역사
- 1903년 9월 13일: 스카게역으로 영업 개시.
- 1908년 8월 15일: 폐지.
- 1927년 4월 1일: 재개업.
- 1968년 9월 1일: 미나미하뉴역으로 역명 변경.
- 2012년 3월 17일: 역번호(TI 06) 도입.
- 2013년 3월 25일: 발차 멜로디 도입.
- 2016년 3월 하순: 배리어 프리화(엘리베이터 슬로프, 다기능 화장실 신설, 기존 화장실 개수).

## 승강장
상대식 승강장 2면 2선의 지상역이다. 역사는 이세사키 방향에 있는 각 승강장 사이로는 과선교에 의한 연결된다.
플랫폼 상에 기타센주 기점의 56킬로 거리표가 있다.

### 타는 곳
| 번호 | 노선        | 방향 | 행선                                                                                  |
| ---- | ----------- | ---- | ------------------------------------------------------------------------------------- |
| 1    | 이세사키 선 | 하행 | 다테바야시・아시카가시・오타・ 기류 선 아카기 방면                                    |
| 2    | 이세사키 선 | 상행 | 구키・도부 도부쓰코엔・ 도부 스카이트리 라인 기타센주・도쿄 스카이트리・아사쿠사 방면 |

## 역 주변
역 주변은 주택지이다. 역 건너편 서쪽과 동쪽에 로터리 및 자전거 보관소가 위치하고 있다.
역 동쪽에 로터리가 정비되어 있지만 2016년 8월 기준으로, 동쪽에 역 개찰구 및 출입구가 설치되지 않았다. 이것은 역 주변이 구획 정리 사업이 행해졌을 때 장래의 역 교상역화에 따라 출입구가 동쪽에도 설치되는 것을 대비하여 정비된 것이다. 역 동쪽에서 출입구까지 가려면 가까운 건널목을 건너 서쪽 출입구까지 우회해야 할 필요가 있다.
- 하뉴 데코바야시 우체국
- 무사시노 마을
- 국도 제122호선
- 사이타마 현립 세이와 복지 고등학교
- 하뉴 시립 데코바야시 초등학교
- 하뉴 시립 스카게 초등학교
- 이온 몰 하뉴 - 노선 버스가 하뉴 역 발착으로 도보이므로 당역에서 25분 정도 거리이다.
- 사이타마 현도 129호 가조하뉴 선

## 사진

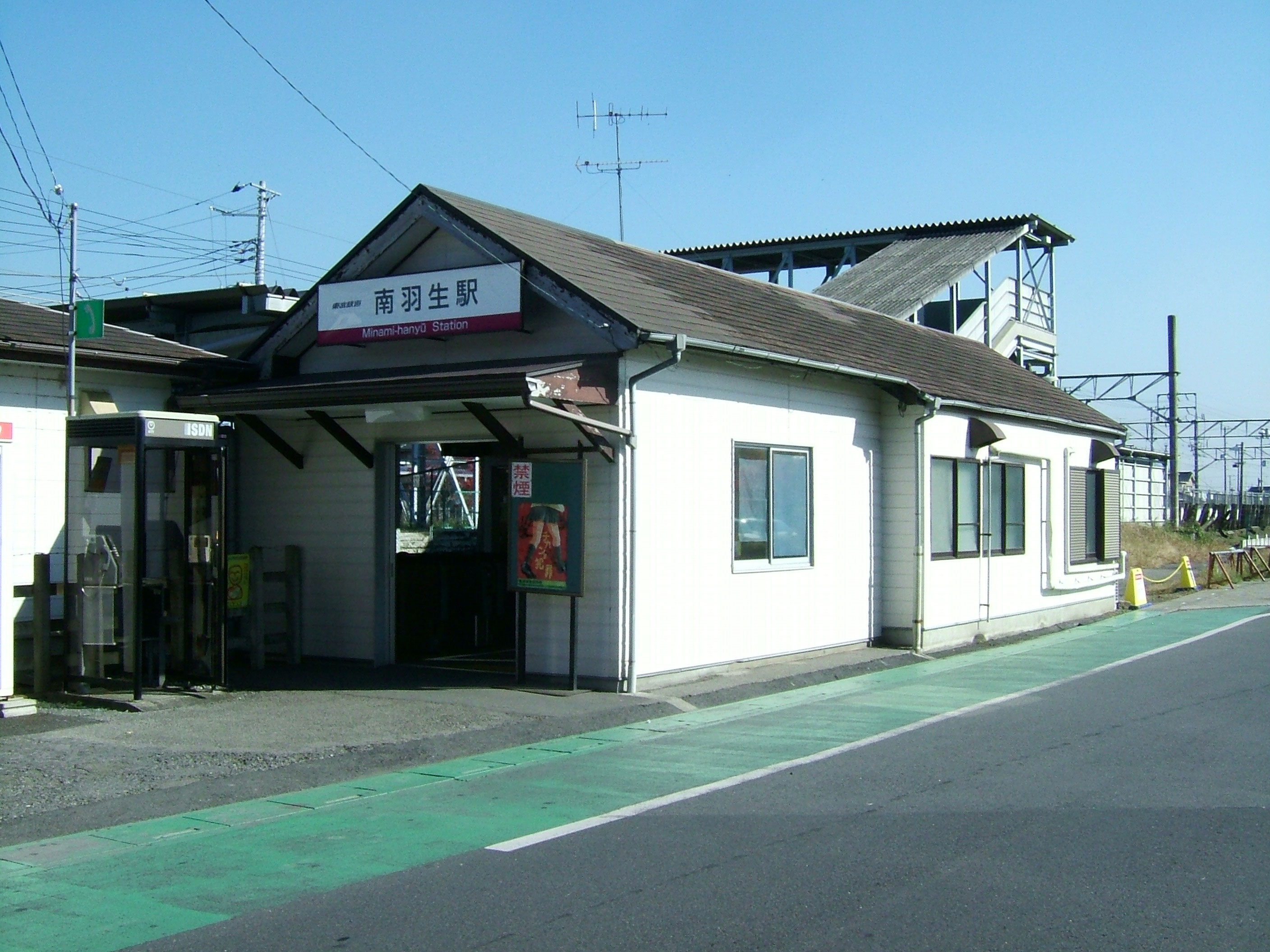
리뉴얼 전의 역사

## 인접역
| 도부 철도 이세사키 선           | 도부 철도 이세사키 선          | 도부 철도 이세사키 선    |
| ------------------------------- | ------------------------------ | ------------------------ |
| TI 05 가조 도부 도부쓰코엔 방면 | ■ 구간 급행 ■ 구간 준급 ■ 보통 | 하뉴 TI 07 이세사키 방면 |